# Letemumo
Letemumo (Letemuno, Letumumo) ist ein osttimoresischer Suco im Verwaltungsamt Quelicai (Gemeinde Baucau).

## Geographie

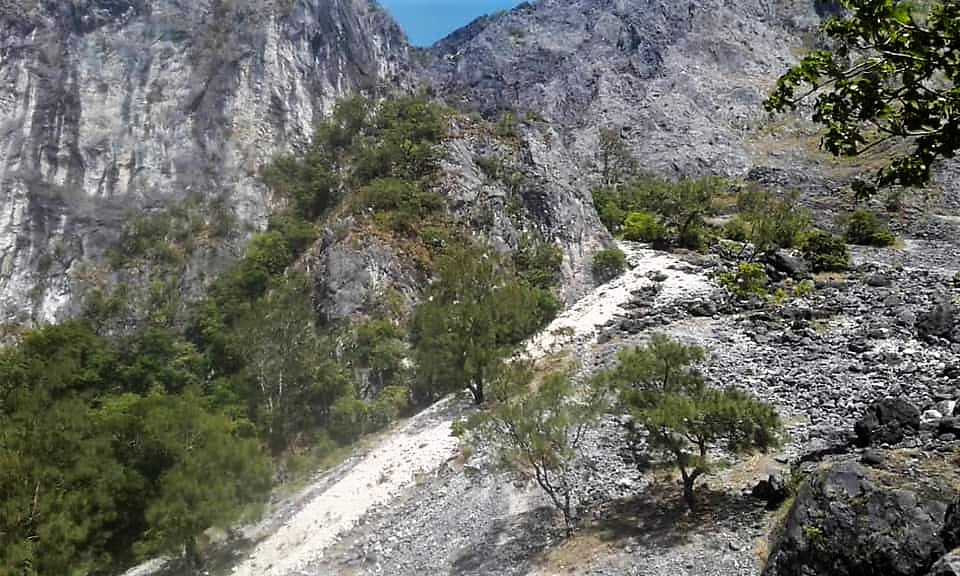
In der Aldeia Lau-mana, nahe dem Matebian

Letemumo befindet sich im Südosten von Quelicai. Nördlich des sehr schmalen Territoriums liegen die Sucos Baguia, Lacoliu und Uaitame, südlich ein anderer Teil von Baguia und die Sucos Bualale und Abo. An der Westspitze grenzt Letemumo an den Suco Macalaco und im Osten an das Verwaltungsamt Baguia mit seinem Suco Hae Coni. Im äußersten Südosten erhebt sich der Matebian. Letemumo hat eine Fläche von 6,21 km² und teilt sich in die fünf Aldeias Lau-mana (Laumana), Lebenei, Manome, Ruta und Uaidora.
Im Nordwesten befindet sich der Ort Lebenei. Das Dorf Laualio (Laua-Liu, Lacolio) und Quelicai, der Hauptort des Verwaltungsamts, liegen nur zum Teil in Letemumo, da die Straße, die durch die beiden Siedlungen verläuft die Grenze des Sucos nach Nordosten bildet. Wo die Straße das Zentrum Letemumos durchquert, befindet sich das Dorf Ruta. Weiter südöstlich liegen die Orte Osso-Lia und Manome. Das Dorf Lau-mana befindet sich im Westen der gleichnamigen Aldeia, im Osten des Sucos. Im Nordosten der Aldeia liegt die kleine Ortschaft Uaibitae (Uaibitai, Waibitai).

## Einwohner
In Letemumo leben 2.424 Einwohner (2022), davon sind 1.232 Männer und 1.192 Frauen. Im Suco gibt es 494 Haushalte. Über 95 % der Einwohner geben Makasae als ihre Muttersprache an. Unter 5 % sprechen Tetum Prasa.

Besuch von Präsident Taur Matan Ruak in Lau-mana  (2014)
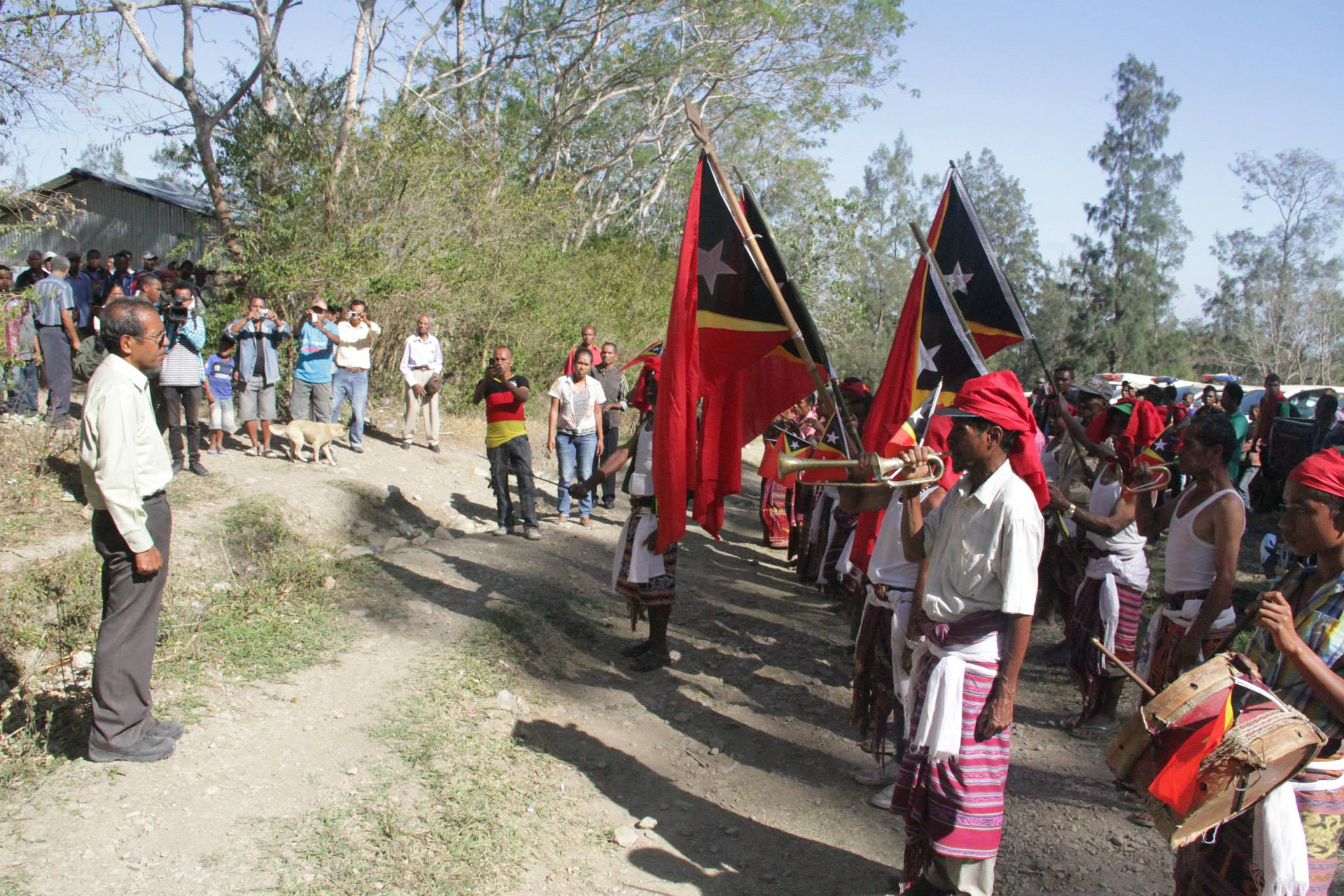
Moradores
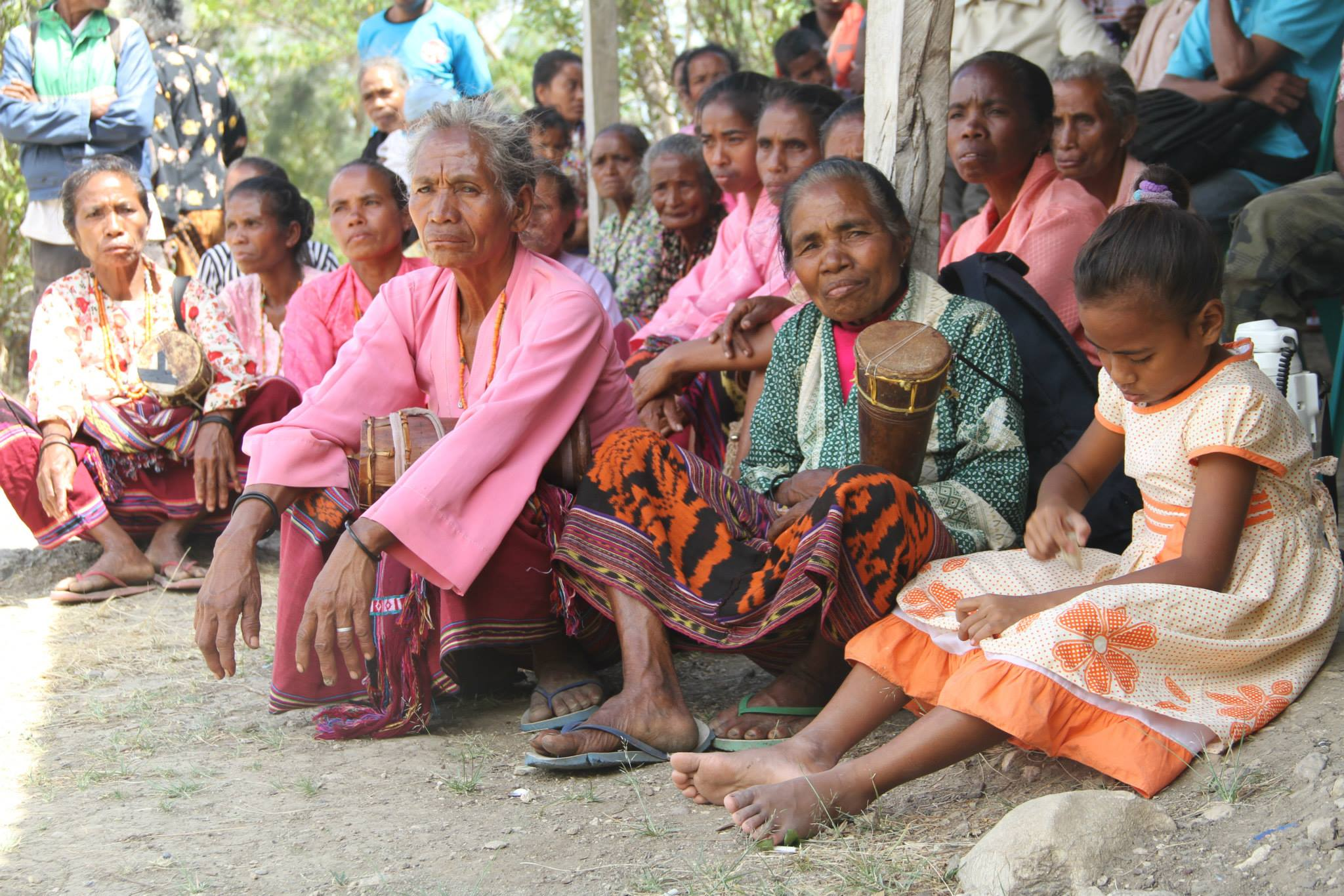

## Geschichte

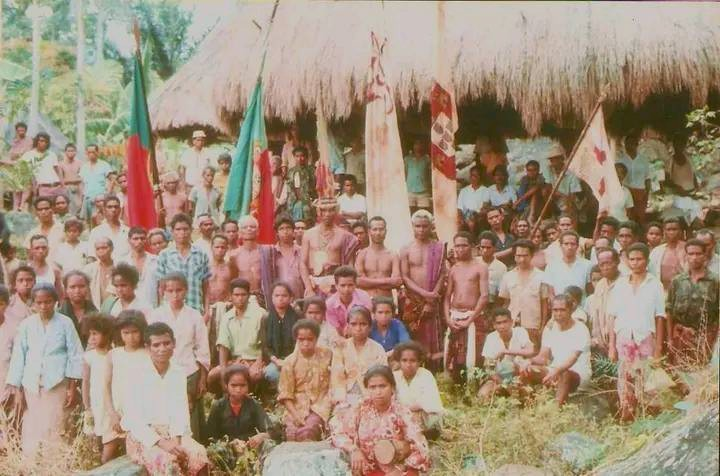
Letemumo (1968)

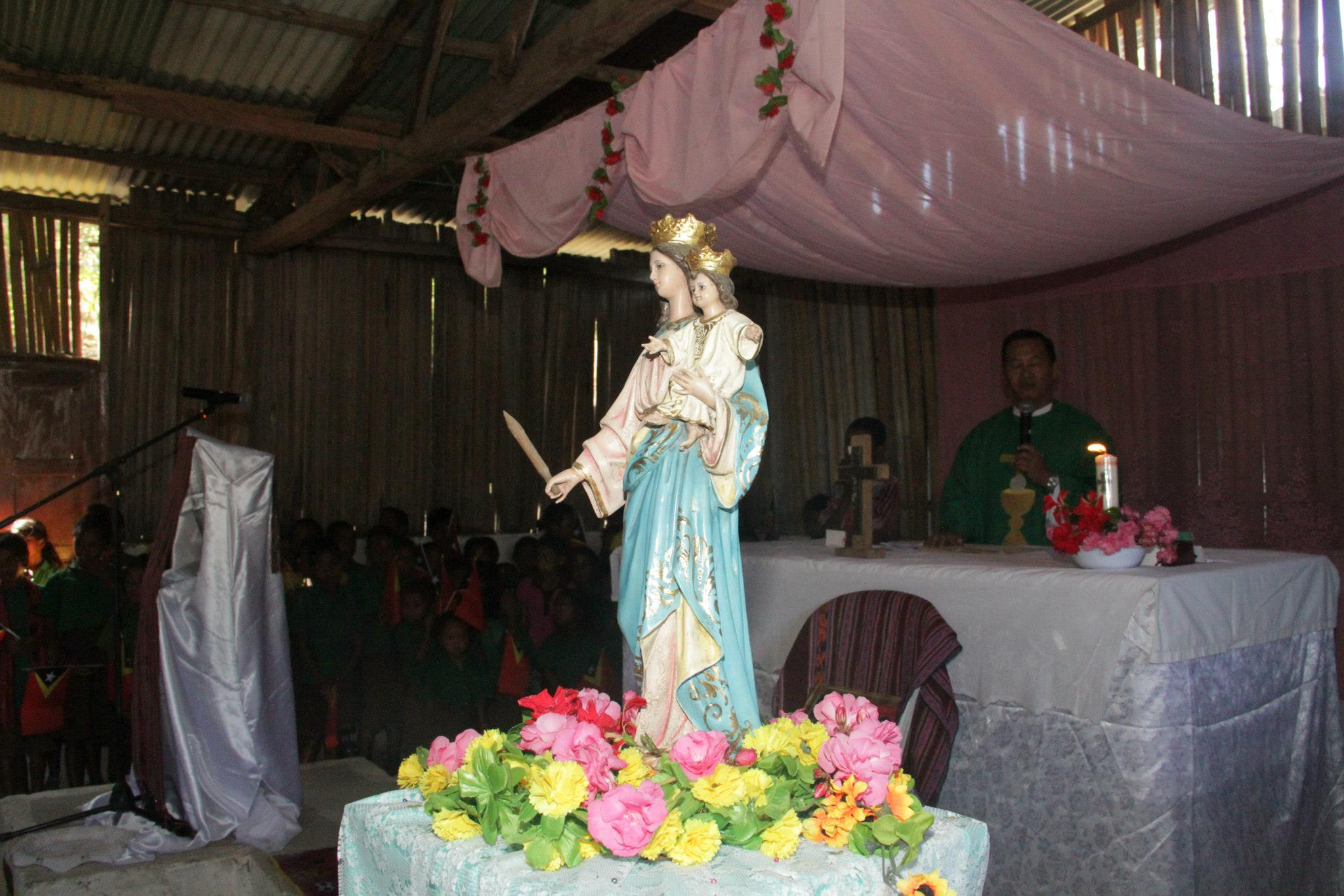
In der Kapelle von Lau-mana

Die Topasse waren Nachfahren einer malaiisch-timoresischen Mischbevölkerung, die von Larantuka auf Flores nach Oe-Cusse ausgewandert war und dort zur herrschenden Elite wurde. 1769 vertrieben sie die Portugiesen aus ihrer dortigen Bastion Lifau. Portugaltreue Topasse ließen sich daraufhin in der Region von Vemasse nieder, weil sie erwarteten, dass hier die neue Kolonialhauptstadt gegründet werden würde. Dies geschah aber dann in Dili. Die Topasse wurden Dato-hei von Letemumo. 1879 wurde Dato-hei Domingos da Costa Freitas von den Portugiesen zum Liurai von Vemasse gemacht.
Ab 1975 war Aquiles Freitas Soares, der Liurai von Letemumo, eine führende Persönlichkeit im Abwehrkampf gegen die indonesischen Invasoren. Bei der zunächst verdeckten Besetzung Bobonaros durch die Indonesier verdiente sich Soares Ansehen durch seinen heldenhaften Widerstand in Atabae im Oktober und November 1975. Nach dem Fall von Atabae am 26. November brachten Soares und seine Männer 64 Kinder in einem langen Fußmarsch zurück nach Quelicai, wo sie Anfang Januar 1976 ankamen. Die Kinder waren nach Atabae geschickt worden um von Soares ausgebildet zu werden. In Uaibitae gründete Soares das Comando da Luta Boru-Quere.
Aufgrund von internen Spannungen wurde Soares aber bei Vemasse, zusammen mit anderen Männern seines Comando da Luta Boru-Quere von der FRETILIN zwischen Dezember 1976 und Januar 1977 hingerichtet.

## Politik
Bei den Wahlen von 2004/2005 wurde Mateus Soares Ximenes zum Chefe de Suco gewählt und 2009 in seinem Amt bestätigt. 2016 wurde Paulo Moreira Soares zum Chefe de Suco gewählt. Ihm folgte 2023 João Soares Correia.
2023 wurden zum Chefe de Aldeias gewählt: Matias G. dos Santos (Lau-mana), José Antonio Ximenes (Lebenei), Nelson David da Costa (Manome), Avelino Soares (Ruta) und Pascoal D. G. Belo (Uaidora).